# Hébreu médiéval
Pour les articles homonymes, voir Hébreu (homonymie).
L’hébreu médiéval ou intermédiaire est un terme général englobant les divers états de l’hébreu lorsqu’il est devenu une langue littéraire et non plus parlée — il s’étend donc à l’ensemble de la littérature hébraïque depuis la clôture de la Mishna, dans l’Antiquité tardive, jusqu’à la renaissance de l’hébreu, aux XIXe et XXe siècles — il s’emploie dans le Midrash et le piyyout puis dans l’ensemble de la littérature médiévale, qu’elle soit poétique, philosophique, exégétique, mystique, légalistique ou scientifique.